# Protokolldateneinheit
In der Telekommunikation unterscheidet man zwischen Informationen, die als Einheit zwischen Peer-Entitäten eines Netzwerks geliefert werden und Kontrollinformationen wie Netzwerkadresse oder Benutzerdaten enthalten können. Eine weitere Bedeutung findet man in einem geschichteten System eine Dateneinheit, die in einem Protokoll einer bestimmten Schicht spezifiziert ist und die aus Protokollsteuerungsinformationen und ggf. Nutzdaten dieser Schicht besteht. Zum Beispiel: Bridge-PDU oder iSCSI-PDU.